# Chabuata andraei
Chabuata andraei là một loài bướm đêm trong họ Noctuidae.